# Отуш
Отуш (пол. Otusz, нім. Ottenhaus) — село в Польщі, у гміні Бук Познанського повіту Великопольського воєводства.
Населення — 452 особи (2011).
У 1975-1998 роках село належало до Познанського воєводства.

## Демографія
Демографічна структура станом на 31 березня 2011 року:
|          | Загалом | Допрацездатний вік | Працездатний вік | Постпрацездатний вік |
| -------- | ------- | ------------------ | ---------------- | -------------------- |
| Чоловіки | 222     | 56                 | 149              | 17                   |
| Жінки    | 230     | 46                 | 143              | 41                   |
| Разом    | 452     | 102                | 292              | 58                   |